# 喬曉陽
乔晓阳（1945年11月—），男，湖北大冶人，中华人民共和国政治人物，前全國人大法律委员會主任委员、全国人大香港基本法委員會主任。西班牙語專業的喬曉陽與日語專業的李飞同為全國人大法律委员會裡少數外語專業出身的正副主任委員。中國人民解放軍開國少將喬信明之子。

## 生平
1945年，乔晓阳出生在湖北省大冶縣。1964年高中畢業後，到哈瓦那大學學習西班牙語，後來文化大革命期間被召回，最後畢業於北京語言學院西班牙語系。1974年，加入中國共產黨。曾經擔任亞非拉科副科長、江蘇省外事辦公室宣傳處副處長、中共湖北省委辦公廳秘書、中共中央政法委員會辦公室副主任及全國人大常委會法制工作委員會辦公室主任。1995年12月，加入香港特別行政區籌委會任委員。1997年6月，成為全國人大常委會香港特別行政區基本法委員會委員。1998年3月，出任全國人大法律委員會副主任委員。同年5月，加入全國人大澳門特別行政區籌備委員會。2003年，升任為全國人大常委會副秘書長、全國人大常委會香港基本法委員會主任。
2003年12月，欧美同学会第五届理事会第一次会议在北京召开，他担任副会长。

## 言論
2012年，乔晓阳對《香港2012年政改方案》，發表「個人意見」，解釋「普選」定義。
2013年3月24日，乔晓阳在深圳市和香港建制派官员会谈时，提出“三个坚定不移”：“2017年香港普选特首必定落实，绝无拖延；行政长官必须爱国爱港，如对抗中央就不能胜任；基本法关于普选的安排以及人大委员会的决定已很清晰，香港社会对普选的看法复杂化”，“将来行政长官普选时，一定要选出爱国爱港的人。爱国爱港是一种正面的表述，如果从反面讲，最主要的内涵就是管理香港的人不能是与中央对抗的人，再说得直接一点，就是不能是企图推翻中国共产党领导、改变国家主体实行社会主义制度的人。井水不犯河水。”，引发香港政坛的对他言论的争论。

## 家庭
乔晓阳的父亲乔信明，为中國人民解放軍開國少將，1963年逝世；母亲叫“于玲”；大姐乔阿光，弟弟乔泰阳，大妹乔春雷，小妹乔文雷。